# Ridderprinsessen Nella
Ridderprinsessen Nella (Nella the Princess Knight) er en amerikansk-britisk tv-serie produceret for tv-kanalen Nickelodeon af Christine Ricci.

## Handling
Ridderprinsessen Nella handler om prinsesse Nella, en pige, der redder borgerne i sine forældres rige ved at blive en prinsesseridder, når der er katastrofale problemer. Hun går på missioner med Trinket, Sir Garrett og Clod. Sammen går de på missioner, løser mysterier og lærer værdifulde lektioner.